# Isidro Ayora
Isidro Antonio Ramón Ayora Cueva  (Loja, 31 de agosto de 1879-Los Ángeles, 22 de marzo de 1978), fue un médico, político, cantante y filósofo ecuatoriano que ejerció como Presidente del Ecuador entre 1926 y 1931, y como alcalde de Quito en 1925.

## Biografía
Isidro Ayora Cueva nació en la ciudad de Loja el 31 de agosto de 1879, hijo del Dr. Benjamín Ayora Armijos y su esposa, Beatriz Cueva Betancourt. Alumno de los Hermanos Cristianos de La Salle en la primaria y del Colegio Bernardo Valdivieso en la secundaria, se graduó de médico cirujano a los 26 años en la Universidad Central de Quito. Con la ayuda de su tío Manuel Benigno Cueva, exvicepresidente de la República, obtuvo una beca de postgrado en Alemania donde permaneció cuatro años hasta 1909.

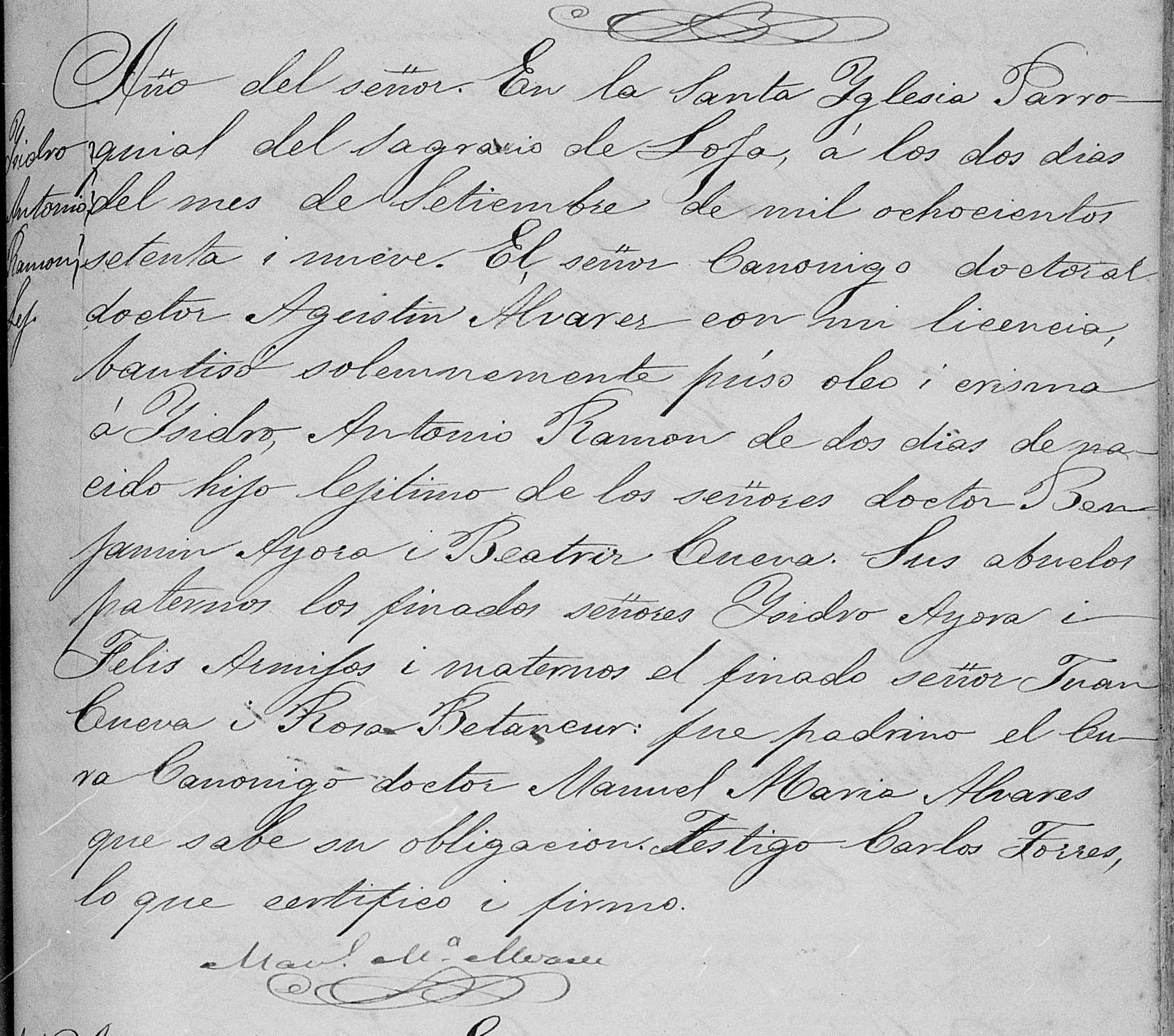
Bautismo de Isidro Ayora. Nombres de padres y abuelos.

De regreso en Quito fundó la Clínica Quirúrgica, más tarde Clínica Ayora, enseñó Obstetricia en la Universidad Central del Ecuador y dirigió la Maternidad. En 1918 fundó y dirigió la Escuela de Enfermeras. Creó la primera Casa Cuna, dirigió los hospitales San Juan de Dios y Civil, ocupó el decanato de Medicina y el rectorado de la Central. En diciembre de 1924 fue elegido Alcalde de Quito, cargo que ocupó entre el 1 de enero y 31 de diciembre de 1925. También había sido elegido diputado por Loja.
Mientras era rector de la Universidad Central fue llamado por el Ejército para integrar la Segunda Junta de Gobierno Provisional en enero de 1926, en la que ocupó la cartera de Previsión Social. Luego de renunciar a la presidencia de la República el 24 de agosto de 1931, volvió al ejercicio de la medicina y se dedicó, además, a la agricultura. Cofundó la Asociación Ganadera Holstein Friesian, fue miembro de la Junta Consultiva de Relaciones Exteriores en el sombrío 1940, residió por seis años en los Estados Unidos y, en 1957, volvió a dirigir la Maternidad que hoy lleva su nombre en la ciudad de Quito. En 1966 se retiró de la actividad profesional.
Solía cuidarse física y mentalmente con el ejercicio moderado, la afición a la jardinería para la que se dio tiempo incluso en la presidencia de la República y con una sabiduría interior que se manifestaba en la concentración en el trabajo, en el sosiego emocional y en el servicio a los demás. Murió en la ciudad de Los Ángeles, California, el 22 de mayo de 1978. Fue el más longevo de todos los dictadores y presidentes del Ecuador y uno de los más lúcidos también, conservando este rasgo hasta el último de sus días.

### Matrimonio y descendencia
El 17 de julio de 1917 contrajo matrimonio con Laura Carbo Núñez, una aristócrata guayaquileña de orígenes años y quiteños. Mujer de piel muy blanca, Laura sucumbió a la tentación de llamar "indio" a su esposo en alguna pelea marital, lo que provocó que la pareja se separe por algún tiempo. Falleció en la ciudad de Quito en el año 1946.
Isidro y Laura tuvieron tres hijos:
- José María Ayora Carbo
- Isidro Ayora Carbo
- Laura María Ayora Carbo

## Revolución Juliana
En la presidencia de Isidro Ayora gobernaron durante nueve meses dos Juntas de Gobierno Provisional. La primera de ellas fue creada por la Junta Provisional Militar presidida por el teniente coronel Luis Telmo Paz y Miño el 10 de julio de 1925. Esta fue designada por la Junta Suprema Militar compuesta de representantes de las reparticiones de cada una de las unidades militares del Ejército y encabezada por el mayor Juan Ignacio Pareja. Todo esto a raíz del golpe de Estado del 9 de julio de 1925 conocido como Revolución Juliana. 
La conspiración había sido tramada por oficiales jóvenes del Ejército en reuniones militares secretas. La Revolución Juliana abarca el período de dichas juntas de Gobierno Provisional, la presidencia interina de Isidro Ayora y su presidencia constitucional que concluyó por un nuevo golpe militar el 24 de agosto de 1931. 
Guayaquil, 9 de julio de 1925 por la tarde. Los oficiales jóvenes de la guarnición bajo la jefatura del sargento mayor Ildefonso Mendoza Vera luego de apresar a las autoridades de Gobierno, a Francisco Urbina y Jado, propietario del Banco Comercial y Agrícola de Guayaquil, a otros representantes de la banca y a los propios jefes militares, constituyeron una Junta Militar de Gobierno con el aplauso del pueblo y de los estudiantes del Colegio Nacional Vicente Rocafuerte. En Quito a las 11 de la noche, el mayor Carlos Guerrero acompañado de ocho oficiales y 50 soldados del Batallón Pichincha depuso al presidente Gonzalo Córdova: "En nombre de la Junta Militar y de la guarnición de esta plaza ha cesado usted en sus funciones", le dijo. Apresados sin derramamiento de sangre los jefes del Regimiento Sucre y del Batallón Manabí así como las autoridades del Gobierno, los oficiales rebeldes nombraron una Junta Provisional Militar que duró de las dos de la tarde a las ocho de la noche, compuesta por el teniente coronel Luis Telmo Paz y Miño (Presidente), el sargento mayor Carlos A. Guerrero, el capitán Emilio Valdivieso, el subteniente Ángel Bonilla y el teniente Federico Struve. Esta Junta eligió, por voto nominal y secreto, a los siete miembros de la Junta de Gobierno Provisorio, cuatro por la Sierra y tres por la Costa, y le confirió amplios poderes para reorganizar la nación. Cada miembro ejercía la Presidencia Ejecutiva por turnos semanales. 

### Primera Junta de Gobierno Provisional
Francisco Arízaga Luque, Francisco Boloña, José Rafael Bustamante, Luis Napoleón Dillon, Pedro Pablo Garaicoa, general Francisco Gómez de la Torre y general Moisés Oliva, reemplazado por Modesto Larrea Jijón: 10 de julio de 1925 a 9 de enero de 1926. 
El movimiento militar recibió el respaldo de toda las Instituciones y  de la comunidad. El editorial de El Comercio del 11 de julio de 1925 lo testifica. Los militares declaraban que la revolución buscaba "la igualdad de todos y la protección del hombre proletario"; pero no fue sino un movimiento antioligárquico y modernizador del Estado. Los hombres de julio no concibieron un proyecto de transformación e hicieron concesiones a la plutocracia. Con todo, el gobierno inició la modernización del Estado: se formó un comité para revisar la Constitución, se creó el ministerio de Previsión Social y Trabajo, se invitó a un equipo de asesores usamericanos encabezados por Edwin W. Kemmerer para que recomendaran cambios a fin de modernizar las finanzas públicas, se reconoció la autonomía universitaria, se impuso la cédula de identificación ciudadana, se adoptó el descanso dominical obligatorio, se controló sin éxito el alquiler de las viviendas, se aumentó el impuesto a las herencias y se crearon tribunales populares para agilitar la administración de la justicia y luchar contra la corrupción. Los tribunales fueron suspendidos por los abusos a que dieron lugar. Se legisló con ligereza en asuntos de poca monta, como prohibir las peleas de gallos, poner a Guayaquil bajo el imperio de la ley seca, perseguir a las prostitutas del Barrio Verde del puerto, prohibir la entrada sin zapatos a los mercados, edificios públicos, escuelas, parques y teatros, y crear ligas de Salud Pública sin un financiamiento seguro. Cuando en octubre de 1925 el Gobierno conoció el texto del Tratado Salomón-Lozano entre Colombia y Perú, rompió relaciones con Colombia. 
"Intuyendo su debilidad (frente a la poderosa burguesía agromercantil de Guayaquil), los militares julianos llamaron a colaborar consigo a civiles inequívocamente identificados con la oligarquía serrana", señala el ensayista Agustín Cueva. Y la historiadora Linda Alexander Rodríguez observa que "las reformas que (los jóvenes oficiales idealistas) defendieron en nombre de la unidad y rehabilitación de la Nación devolvieron el poder a la Sierra". Antes de la llegada de la Misión Kemmerer, los miembros de la Junta del Gobierno Provisional, y en particular Napoleón Dillon, fomentaron la desconfianza del público hacia las instituciones financieras del Ecuador. Estaban, según la citada historiadora, resueltos a terminar con el poder de esa élite: trataron de establecer el Banco Central en Quito y de destruir el Banco Comercial y Agrícola de Guayaquil, el mayor y más prominente de los bancos de Guayaquil. Esta institución había financiado una parte importante del desarrollo del Ecuador a comienzos del siglo XX [cita requerida]. 
Francisco Urbina y Jado, fue desterrado a Chile el 10 de octubre de 1925 y murió poco tiempo después. Al Banco Comercial y Agrícola se le impuso una multa de más de dos millones de sucres -mucho dinero para esa época- y se lo clausuró temporalmente. Como el Gobierno no cumplió con las obligaciones acordadas, el Banco cerró sus puertas para siempre. Dado que en 1925 estaban vivos los sentimientos regionalistas, anota Pareja[cita requerida], "se exageró la severidad contra Urbina. Y por eso, muy pronto, la Junta Militar de Guayaquil -que también había cometido, sin duda, errores- contó con la abierta hostilidad de la Junta de Gobierno de Quito". Y es que Dillon proponía formar un Banco Central expropiando las reservas metálicas de los bancos emisores del país. Este intento tuvo graves repercusiones entre los bancos costeños, poseedores de la mayor parte de la reserva metálica, y degeneró en una disputa regional alimentada por la prensa [cita requerida]. Cuando el Gobierno impuso la censura, los periódicos de Guayaquil se declararon en huelga. Como resultado del creciente descontento público y de las pugnas internas entre los miembros de la Primera Junta Provisional de Gobierno, la Suprema Junta Militar les pidió la renuncia y nombró una nueva Junta de Gobierno, que funcionó entre el 10 de enero y el 31 de marzo de 1926.

### Segunda Junta de Gobierno Provisional
Humberto Albornoz, Isidro Ayora, Pedro Pablo Egüez Baquerizo, José A. Gómez Gault, Adolfo Hidalgo Narváez, Julio Enrique Moreno y Homero Viteri Lafronte: 10 de enero a 31 de marzo de 1926. 
Humberto Albornoz, ministro de Hacienda de la Segunda Junta Provisional, convocó a los banqueros durante febrero y marzo de 1926 para que analizaran la situación económica del Ecuador e hicieran recomendaciones. Los banqueros diagnosticaron como causa principal de la crisis el excesivo gasto del Gobierno y la merma de la producción. Recomendaron suprimir estas causas, apoyar a los bancos y a su moneda y llamar a una misión extranjera para asesorar en asuntos financieros. El Gobierno no les hizo mayor caso, pero reanudó las negociaciones con Kemmerer iniciadas en la administración de Córdova. Kemmerer, profesor de la Universidad de Princeton en Nueva Jersey, Estados Unidos, gozaba de fama internacional como asesor financiero. Ya en 1903 había asesorado en las Filipinas y luego en Egipto, India, Puerto Rico, Alemania, México, Guatemala, Colombia, Polonia, Unión Sudafricana y Chile. Kemmerer prefería trabajar en equipo con expertos y aceptó venir a Ecuador. 
Mientras tanto el frente interno militar había empezado a fraccionarse. A fines de octubre de 1925 se retiraba de la primera Junta Provisoria el general Francisco Gómez de la Torre, ministro de Guerra, "en desacuerdo con la política violenta e ineficaz que se sigue en lo político y en lo administrativo". Habían sido ascendidos 136 oficiales. El 29 de octubre, el ascendido comandante Juan Ignacio Pareja renunció a la vocalía de la Junta Militar de Quito. Ildefonso Mendoza, del ala más radicalizada y popular del movimiento, también había sido ascendido a comandante, pero intentó oponerse a estos ascensos incluido el suyo propio y fue respaldado en esto por sus oficiales, la Guardia Cívica y la Federación Obrera del Guayas. Y aunque terminó por ceder, fue destituido el 21 de noviembre de 1925. "El gobierno plural había sido un fracaso", escribe Alfredo Pareja Diez-Canseco. "La intervención militar impedía un plan coordinado de administración. La gente empezó a pedir que se volviera a la legalidad". El 8 de febrero de 1926, se sublevó en Ambato el Batallón N.º 4 Marañón y lanzó un manifiesto que sugería la necesidad de un dictador. El movimiento fue sofocado y el batallón disuelto. El comandante Mendoza, a quien se atribuyó esta sublevación, fue desterrado a Panamá; pero el 1 de abril, el Ejército nombró presidente provisional a Isidro Ayora, quien aceptó bajo la condición de que los militares no interviniesen en el Gobierno.

## Presidencia
"Al aceptar tan delicado cargo en las difíciles circunstancias que rodean a la Patria, (Ayora) ha dado prueba de disciplina y de civismo", decía el editorial del diario El Comercio de Quito del lunes 6 de abril de 1926. Sin apoyo de los partidos y con el respaldo de las Fuerzas Armadas, Ayora gobernó con mano dura: restringió la libertad de prensa, clausuró definitivamente El Guante de Guayaquil y temporalmente El Día de Quito, y expatrió al dirigente conservador Jacinto Jijón y Caamaño, recién llegado del exilio. A los conspiradores que lo habían apresado el 4 de marzo de 1927 para proclamar una nueva dictadura, los desterró a las Islas Galápagos.
Antes de la presidencia de Isidro Ayora gobernaron durante nueve meses dos Juntas de Gobierno Provisional. La primera de ellas fue creada por la Junta Provisional Militar presidida por el teniente coronel Luis Telmo Paz y Miño el 10 de julio de 1925. Esta fue designada por la Junta Suprema Militar compuesta de representantes de las reparticiones de cada una de las unidades militares del Ejército y encabezada por el mayor Juan Ignacio Pareja. Todo esto a raíz del golpe de Estado del 9 de julio de 1925 conocido como Revolución Juliana. La conspiración había sido tramada por oficiales jóvenes del Ejército en reuniones militares secretas. La Revolución Juliana abarca el período de dichas juntas de Gobierno Provisional, la presidencia interina de Isidro Ayora y su presidencia constitucional que concluyó por un nuevo golpe militar el 24 de agosto de 1931.
La Misión Kemmerer presentó al Gobierno las leyes del Banco Central, monetaria, general bancaria, de regulación de los contratos de préstamos sobre tierras, de presupuesto, de reestructuración de la contabilidad del Estado y de creación de la Contraloría General, de revisión del impuesto a la renta, de revisión de la administración de aduanas, y de revisión de los derechos sobre exportación de tagua. Presentó reformas al Código Penal en puntos de falsificación y circulación de cheques fraudulentos, reformas a los artículos de la Constitución que estaban en conflicto con las leyes propuestas, y enmiendas al Código de Procedimiento Civil y a la Ley Orgánica del Poder Judicial. Como informa Linda Alexander Rodríguez en su obra Las finanzas públicas en el Ecuador (1830-1940), entre 1914 y 1926 el país había gastado alrededor de 20 millones de dólares con escasos resultados. Kemmerer sostenía que esto perjudicó al Ecuador porque había empleado en obras públicas los fondos dedicados al pago de la deuda externa. La Misión Kemmerer recomendaba que en el futuro los proyectos de obras públicas se financiaran con préstamos extranjeros o inversiones extranjeras directas o con capital privado de los ecuatorianos. Ecuador tenía que consolidar sus obligaciones, renovar el servicio de la deuda y pagar regularmente. Los ecuatorianos debían aceptar el hecho de que los inversionistas extranjeros esperaban obtener beneficios y debían considerar este costo como una inversión necesaria para el desarrollo. 

### El Banco Central
Ayora promulgó la ley que establecía un nuevo valor para el sucre, y la que fundaba el Banco Central del Ecuador. El valor de la moneda se fijó en cinco sucres por dólar, lo que significaba una reducción del 41 por ciento respecto a lo que hasta entonces había válido legalmente el dólar. La devaluación no produjo dislocaciones severas, pero golpeó al pueblo. También decretó el retorno al patrón oro y derogó la Ley Moratoria vigente desde 1914. El pueblo llamó al nuevo sucre "Ayora", y "Laurita" a la moneda de 50 centavos por el nombre de la esposa del presidente. El 16 de junio de 1926, el presidente provisional congeló las reservas metálicas de los bancos emisores y el 23 de ese mes estableció en Quito una Caja Central de Emisión y Amortización. De noviembre de 1926 a agosto de 1927, la Caja se limitó a emitir papel moneda "validado" de los antiguos bancos emisores. La Caja era una institución privada con representación del Gobierno en la Junta Directiva. El Gobierno preparaba así la creación del Banco Central y ponía un hecho consumado para que el banco funcionara en Quito y no en Guayaquil, la capital financiera del Ecuador. Kemmerer logró que al menos funcionara allí una Sucursal Mayor dotada de virtual autonomía. Neptalí Bonifaz fue elegido presidente del Banco Central y Alberto Bustamante, gerente. 
En 1927 se crearon también la Superintendencia de Bancos, el Banco Hipotecario, antecedente del sistema de bancos de Fomento; la Contraloría General de la Nación, la Caja de Pensiones, antecedente del Instituto Ecuatoriano de Seguridad Social; las direcciones generales de Aduanas, del Tesoro, del Presupuesto, de Obras Públicas y de Ingresos. Y en ese mismo año se dictaron varias leyes de Trabajo como las de contrato individual, jornada máxima y descanso dominical, trabajo de mujeres y de menores, protección de maternidad, desahucio, accidentes y procesamiento de las acciones provenientes del trabajo. Un considerable aumento de la burocracia fue inevitable. El historiador Óscar Efrén Reyes observa a este propósito: "Se crearon cargos sin función o con funciones subdivididas para mucha gente. Se triplicaron o cuadruplicaron los sueldos de la alta burocracia. Y al olor de tan rico presupuesto no tardaron hasta los díscolos de la víspera en allanarse a la nueva situación tras los cargos de la nueva banca, de los nuevos organismos administrativos y de la diplomacia".

### La Constitución

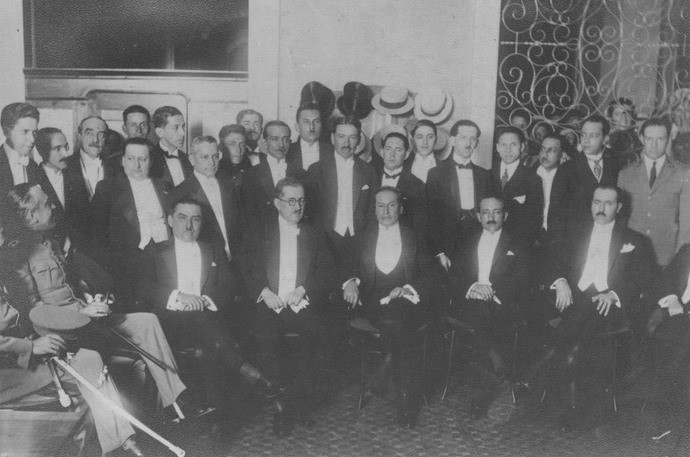
Isidro Ayora (sentado en el centro) en 1930.

El 9 de diciembre de 1928 se instaló una Asamblea Constituyente que nombró presidente interino a Ayora, expidió el 26 de marzo de 1929 la decimotercera Constitución Política del Ecuador y eligió al propio Ayora presidente constitucional de la República. Neptalí Bonifaz obtuvo seis votos. La nueva Constitución daba más poder al Congreso: cualquier legislador, individualmente, podía interpelar a los ministros de Estado y pedir su censura o el voto de desconfianza, extensible en la misma sesión a todo el Gabinete. Incorporó las senadurías funcionales por la prensa, la enseñanza primaria y normal, la educación secundaria y superior, las academias, la agricultura, la industria y los indios. En materia de garantías y derechos sociales fue la más avanzada de las constituciones hasta entonces expedidas en Ecuador: habeas corpus, voto de la mujer, limitación a la gran propiedad agrícola, igualdad de los mal llamados "hijos ilegítimos", función social de la propiedad y representación de las minorías políticas. Era patente el influjo del joven Partido Socialista. Y era también patente el sentido de irrealismo: el nuevo Estado centralizador y repartidor del beneficio social necesitaba de un Ejecutivo fuerte que impusiera el orden y exigiera el cumplimiento de las obligaciones solidarias. La nueva Constitución debilitaba al Ejecutivo, ocasionaba la demagogia en el Congreso y propiciaba la manipulación política de las entidades creadas para modernizar la administración del Estado. 

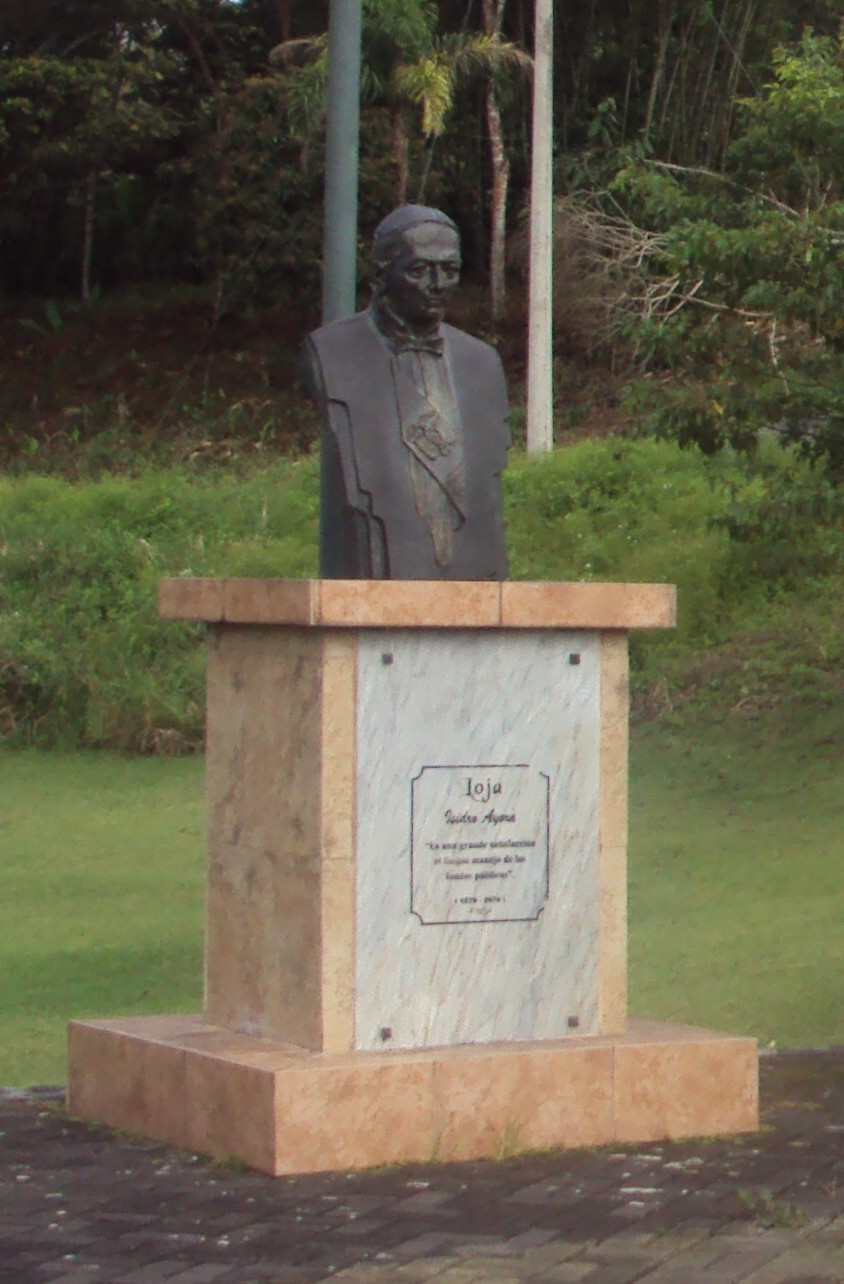
Monumento de Isidro Ayora.

La Gran Depresión de los mercados en 1929 repercutió en la economía ecuatoriana: el déficit de la balanza comercial llegó a cuatro millones de dólares, el Gobierno y el país se asfixiaban, y en la década de 1930 las reformas de Kemmerer fueron modificadas y acomodadas a las prácticas tradicionales del Ecuador. Ya en 1929 hubo malestar en las clases populares y en el campo, donde penetraba el influjo del Partido Socialista que estructuraba y ampliaba el sentido de la tradicional lucha de los indios. Los hacendados serranos y los arrendatarios de las haciendas de la Asistencia Pública trasladaban los efectos de la depresión a los campesinos. 
Hubo levantamientos indígenas duramente reprimidos en Colta y Columbe (Chimborazo), preludio de la multiplicada agitación campesina del decenio de 1930. 
Para financiar el Banco Hipotecario (después, de Fomento), el Gobierno había concedido el monopolio de la fabricación de fósforos a la casa sueca de Iván Kreuger a cambio de un empréstito de dos millones de dólares. Los fósforos, artículo entonces de primera necesidad, subieron de dos centavos y medio la caja a diez centavos. La casa sueca quebró fraudulentamente. El escándalo manchó la reputación de Ayora pese a que no había medrado en esa concesión. El 29 de septiembre de 1930, Ayora presentó su renuncia que no le fue aceptada. Pero once meses después e instalado el Congreso en medio de una atmósfera política cargada, se produjo la insurrección del Batallón Chimborazo. Aunque la rebelión fue sometida, el Congreso continuaba atacando duramente a Ayora y a sus ministros, lo que movió al presidente de la República a renunciar. Era el 24 de agosto de 1931. La era juliana había llegado a su término.

### Ministros de Estado
| Ministerio                          | Ministro                    |
| ----------------------------------- | --------------------------- |
| Ministerio de Defensa               | Leonardo J. Palacios        |
| Ministerio de Obras Públicas        | Alfredo Espinosa Palacios   |
| Ministerio de Previsión Social      | Pedro Pablo Egüez Baquerizo |
| Ministerio de Instrucción Pública   | Carlos Ordeñana Cortés      |
| Ministerio de Gobierno              | Luis Larrea Alba            |
| Ministerio del Interior y Justicia  | Julio Enrique Moreno        |
| Ministerio de Hacienda              | P. L. Núñez                 |
| Ministerio de Relaciones Exteriores | Homero Viteri Lafronte      |
| Ministerio de Relaciones Exteriores | Gonzalo Zaldumbide          |

Fuente:
| Predecesor: Primera Junta de Gobierno Provisional José Rafael Bustamante Luis Napoleón Dillon Modesto Larrea Jijón Francisco Gómez de la Torre Pedro Pablo Garaicoa Francisco Boloña Francisco Arízaga Luque | Miembro de la Segunda Junta de Gobierno Provisional del Ecuador (De facto) 10 de enero de 1926-1 de abril de 1926 | Sucesor: Luis Larrea Alba |